# Acalypha eriophylla
Acalypha eriophylla é uma espécie de flor do gênero Acalypha, pertencente à família Euphorbiaceae.